# Жиллетт, Кинг Кэмп
Кинг Кэмп Жиллетт (также Джилле́тт англ. King Camp Gillette; 5 января 1855, Фон-дю-Лак, Висконсин — 9 июля 1932, близ Лос-Анджелеса, Калифорния) — американский предприниматель, изобретатель ставшего всемирно популярным бритвенного станка, основатель фирмы The Gillette Company.
Жиллетт не изобрёл собственно бритвенный станок. К моменту его изобретения несколько моделей этого устройства уже существовали.  Новшеством стало недорогое тонкое лезвие из штампованной стали. Кроме того, Жиллетт не изобрел и бизнес-модель, при которой бритвенные станки продаются дешево, а основная прибыль происходит за счёт увеличения продаж лезвий ; он принял эту модель только после того, как это сделали его конкуренты.

## Биография
По отцовской линии предки Жиллетта были гугенотами, покинувшими Францию и перебравшимися в Англию в конце 16 века. Несколько поколений спустя Натан Жиллетт покинул Англию и прибыл в колонию Массачусетского залива в 1630 году.
Кинг Кэмп Жиллетт родился 5 января 1855 года в Фон-дю-Лак, штат Висконсин, и вырос в Чикаго, штат Иллинойс. Его семья пережила Великий Чикагский пожар 1871 года.
С 17 лет Жиллетт работал коммивояжёром разных фирм. Идея, сделавшая его богатым и известным, пришла к нему в 40 лет во время бритья. В то время мужчины брились опасными бритвами, которые быстро тупились и которые нужно было каждый раз выправлять на кожаном ремне. Идея Жиллетта состояла в том, чтобы сделать составную бритву, лезвие которой можно было бы выбросить, когда оно затупится.
Безопасные бритвы были разработаны уже в середине 19-го века, но в них использовались дорогие кованые лезвия. Жиллетт усовершенствовал конструкции существующих безопасных бритв и предложил использовать сменные штампованные лезвия из дешёвой углеродистой стали. Разработка лезвий была самой сложной частью его изобретения, поскольку тонкую дешёвую сталь было трудно обрабатывать и точить. Стивен Портер изготовил по чертежам Жиллетта первое работавшее лезвие, а партнёр Жиллетта Вильям Эмери Никерсон внёс в первоначальную модель изменения, чтобы тонкое стальное лезвие хорошо держалось и крепилось. Он же разработал станок для производства лезвий, а также запатентовал способ их закалки и заточки. Впоследствии Никерсон входил в совет директоров компании Жиллетта.
Шесть лет спустя, в 1901 году, он нашёл партнёра, с помощью которого основал The Gillette Company, которая в 1903 году начала серийное производство безопасных бритв. В первый год был продан всего 51 станок и 168 лезвий, а в следующем году было продано уже 90 000 станков и 123 000 лезвий. Жиллетт зарегистрировал торговую марку (0056921) на свой портрет и подпись, помещаемые на упаковке.
Первые безопасные бритвы Жиллетта продавались по 5 долларов, что составляло половину средней недельной заработной платы рабочего; они продавались миллионами штук.
За два года Кинг Жиллетт стал миллионером благодаря предпринимательскому таланту. Применявшийся им торговый приём состоял в том, чтобы продавать бритвенные станки ниже себестоимости, даже периодически раздавать их даром, тем самым привлекая потребителей, которым позже приходилось покупать лезвия. Жиллетт стал одним из первых лиц марки — его портрет и личная подпись размещались на упаковках лезвий. Низкие цены обеспечивались автоматизированными технологиями производства и хорошей рекламой. Продажи и дистрибуция осуществлялись отдельной компанией Townsend and Hunt, которая была поглощена материнской компанией за 300 000 долларов в 1906 году. К 1908 году корпорация создала производственные мощности в США, Канаде, Великобритании, Франции и Германии. Продажи бритвенных станков достигли 450 000 единиц, а продажи лезвий превысили 70 миллионов единиц в 1915 году.
В 1917 году правительство США заказало у компании 36 миллионов лезвий для солдат, принимавших участие в Первой мировой войне.
Кинг Жиллет потерял практически всё свое состояние в результате биржевого краха 1929 года и лишился контроля над своей компанией — совет директоров вынудил его уйти.
Жиллетт исповедовал идеи утопического социализма и опубликовал две книги: The Human Drift (1894) и World Corporation (1910).
Кинг Кэмп Жиллетт скончался 9 июля 1932 года в Лос-Анджелесе, штат Калифорния.